# Antef II
Antef II fou nomarca de Tebes i rei de l'Alt Egipte de la dinastia XI. El seu nom d'Horus fou Wahankh que vol dir "Fort a la vida". El seu nom Sa Ra fou Intef o Antef, també Saraintef o Saraintefaa. Fou fill de Mentuhotep i de Neferu.
El papir de Torí dona a aquest rei una regnat de 49 anys. Els reis d'Heracleòpolis van tractar de recuperar els nomós perduts al sud però Antef II els va poder rebutjar i va arribar amb el seu exèrcit fins a Abidos, mentre pel sud va arribar a la primera cascada del Nil i Assuan, el tradicional límit meridional.
Va morir i fou enterrat en una tomba propera a la del seu germà a Dra Abu al-Naga. A la seva tomba es va trobar una estela de pedra amb relleus dels gossos preferits del rei dels quals es conserven els noms libis: Behekay (en egipci Mahedj), que vol dir gasela; abaqer (sense traducció egípcia) que vol dir llebrer; i Pehetez (en egipci Kemu) que vol dir "negret". Són probablement els gossos amb nom conegut més antics de la història. El pati obert té una 150 m i al final i a dreta i esquerra hi ha unes 20 petites tombes, una d'elles la del rei; el disseny d'aquesta tomba, però molt més elaborat, fou utilitzat després pel gran temple de Mentuhotep a Deir al-Bahri.
El va succeir el seu fill Antef III.